# 拉沙佩勒苏绍
拉沙佩勒苏绍（法語：Lachapelle-sous-Chaux，法語發音：[laʃapɛl su ʃo]）是法国勃艮第-弗朗什-孔泰大区贝尔福地区省的一个市镇，属于贝尔福区。

## 地理
拉沙佩勒苏绍（47°42'17"N, 6°49'16"E）面积11.16 平方千米，位于法国勃艮第-弗朗什-孔泰大區贝尔福地区省，该省份为法国东北部内陆省份，东临上莱茵省，北起孚日省，西接上索恩省，南与杜省和瑞士接壤。
与拉沙佩勒苏绍接壤的市镇（或旧市镇、城区）包括：下欧克塞勒、埃韦特-萨尔贝、绍村、塞马马尼。

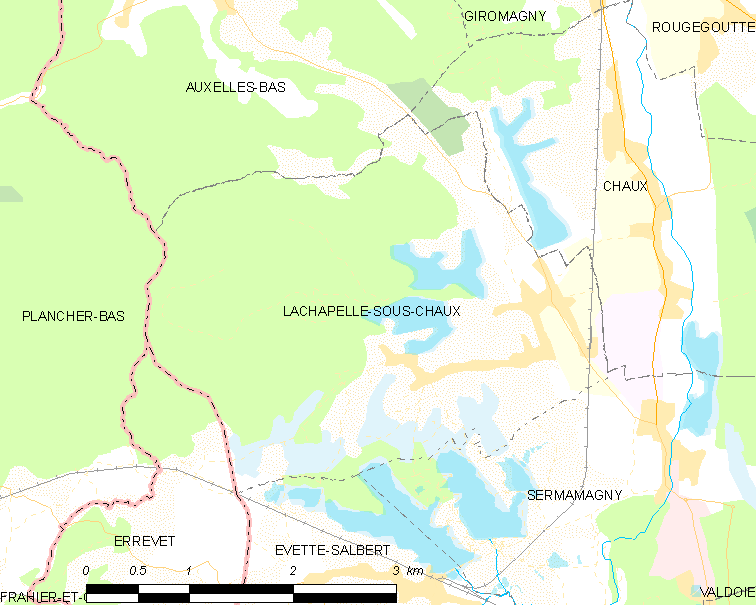
拉沙佩勒苏绍的OSM定位图

拉沙佩勒苏绍的时区为UTC+01:00、UTC+02:00（夏令时）。

## 行政
拉沙佩勒苏绍的邮政编码为90300，INSEE市镇编码为90057。

## 政治
拉沙佩勒苏绍所属的省级选区为日罗马尼县。

## 人口

1962-2008年间拉沙佩勒苏绍人口变化图示

拉沙佩勒苏绍于2022年1月1日时的人口数量为748人。